# Gnomidolon proseni
Gnomidolon proseni är en skalbaggsart som beskrevs av Martins 1962. Gnomidolon proseni ingår i släktet Gnomidolon och familjen långhorningar.
Artens utbredningsområde är Costa Rica. Inga underarter finns listade i Catalogue of Life.